# Distrito de Santarém
El distrito de Santarém es uno de los dieciocho distritos que, junto con Madeira y Azores, forman Portugal. Con capital en la ciudad homónima, limita al norte con Castelo Branco, al este con Portalegre, al sur con Évora y Setúbal, y al oeste con Lisboa y Leiría.
En su mayoría forma el núcleo de la provincia tradicional del Ribatejo, aunque incluye también municipios pertenecientes a la Beira Baixa y a la Beira Litoral. Su área es de 6718,35 km². Su población residente en 2011 fue de 453 638 habs. Densidad de población: 67,52 hab./km². 
Es el distrito de nacimiento del escritor premio Nobel de literatura José Saramago (1922-2010).

## Geografía
Limita al norte con el Distrito de Leiría y con el Distrito de Castelo Branco, al este con el Distrito de Portalegre, al sur con el Distrito de Évora y con el Distrito de Setúbal y al oeste con el Distrito de Lisboa y con el Distrito de Leiría. Con un área de 6.728 km² es el 3º mayor distrito portugués, que en términos de extensión es equivalente a la mitad de Montenegro.  El puente de Muge yace en el distrito de Santarén, sobre el Tajo, a un centenar de kilómetros de Lisboa.

## Subdivisiones
El distrito de Santarém se subdivide en los siguientes 21 municipios:
- Abrantes
- Alcanena
- Almeirim
- Alpiarça
- Benavente
- Cartaxo
- Chamusca
- Constância
- Coruche
- Entroncamento
- Ferreira do Zêzere
- Golegã
- Mação
- Ourém
- Rio Maior
- Salvaterra de Magos
- Santarén
- Sardoal
- Tomar
- Torres Novas
- Vila Nova da Barquinha